# Parascotia magna
Parascotia magna là một loài bướm đêm trong họ Erebidae.